# Fabrieksracer

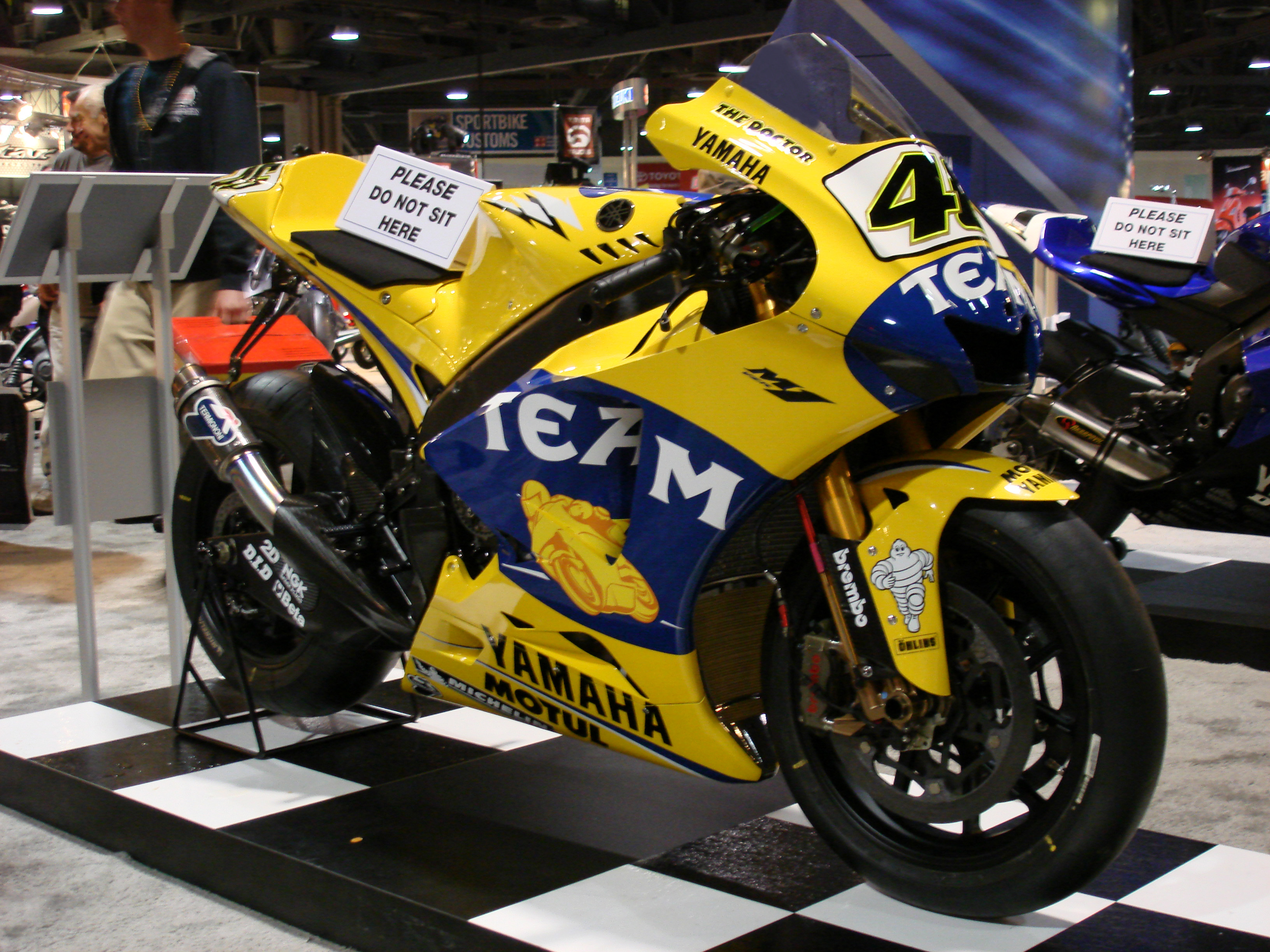
De peperdure Yamaha-fabrieksracer die in 2006 voor Valentino Rossi werd bereden

Fabrieksracers zijn wegrace-motorfietsen die in zeer beperkte oplage geproduceerd worden. Ze worden alleen aan de allerbeste coureurs ter beschikking gesteld, in tegenstelling tot productieracers. Deze coureurs maken dan deel uit van een fabrieksteam, een team dat geleid wordt door personeel van de fabriek zelf of waaraan technici van de fabriek toegevoegd zijn. In de hoogste wegrace-klasse, de Moto GP, rijden uitsluitend fabrieksracers, hoewel sommige teams motorfietsen uit het voorgaande seizoen gebruiken.
Een fabriekscrosser is een crossmotor die in zeer beperkte oplage (enkele stuks) is gebouwd en alleen beschikbaar is voor coureurs van de fabrieksteams.
In het algemeen richten fabrikanten van motorfietsen zich slechts op één tak van motorsport, hoewel hier enkele uitzonderingen op zijn.